# كيسي كونور
كيسي كونور (بالإنجليزية: Casey Connor)‏ هو لاعب اللاكروس أمريكي، ولد في 25 مارس 1978.